# Sinclair Lewis
Harry Sinclair Lewis (Sauk Centre, 7 febbraio 1885 – Roma, 10 gennaio 1951) è stato uno scrittore e drammaturgo statunitense.

Fu il primo statunitense a ricevere il Premio Nobel per la letteratura, nel 1930, "per la sua arte descrittiva vigorosa e grafica e per la sua abilità nel creare, con arguzia e spirito, nuove tipologie di personaggi". Le sue opere sono conosciute per le loro visioni sagaci e critiche della società statunitense e dei valori capitalistici. Il suo stile è, allo stesso tempo, comico, satirico e tuttavia comprensivo.

## Biografia

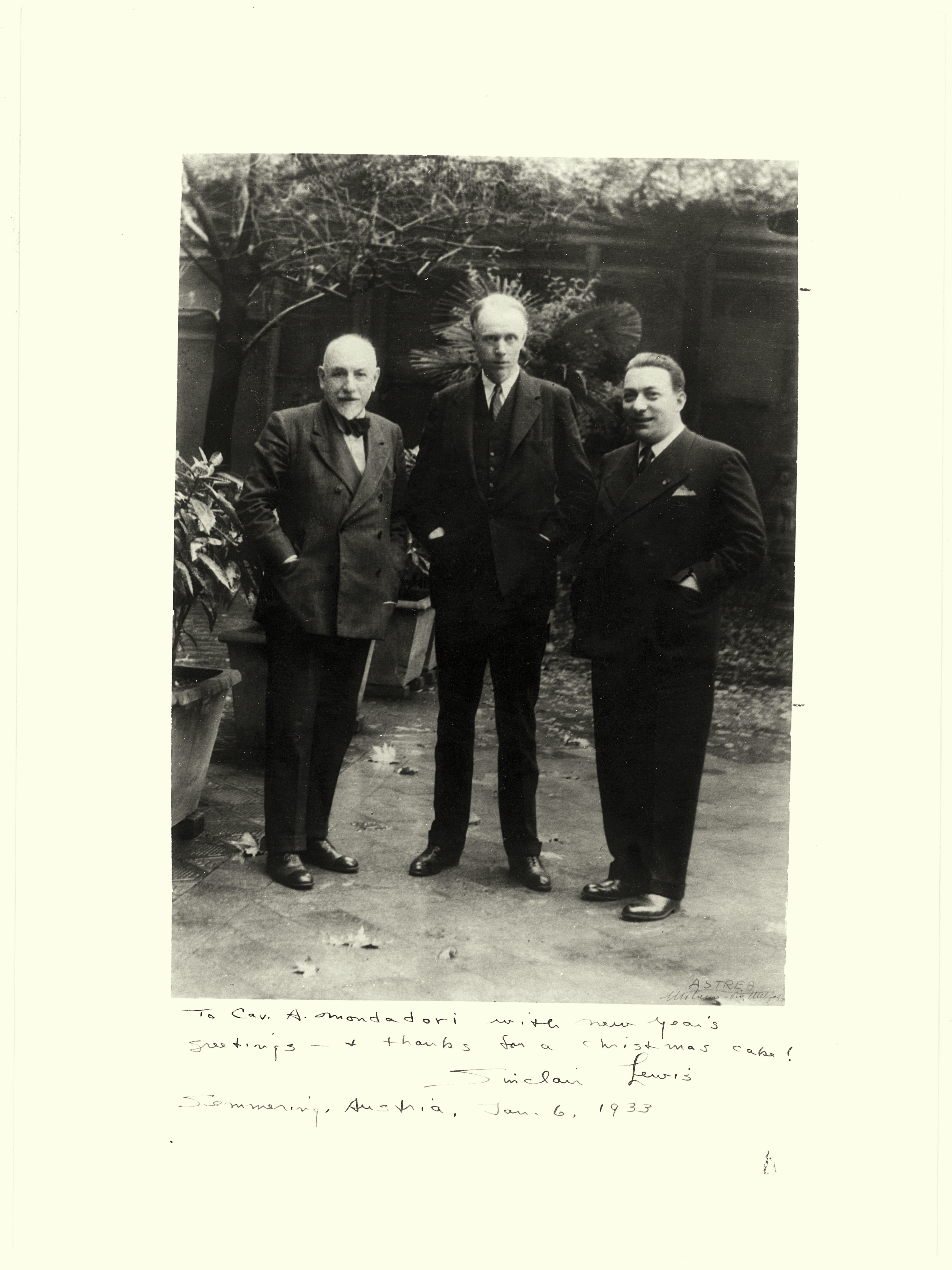
L'autore al centro fra Luigi Pirandello e Arnoldo Mondadori, con una dedica di Lewis all'editore del 1933

- 1885 Nasce a Saunk Centre, in Minnesota
- 1891 Muore la madre.
- 1902 Frequenta l'Oberlin College in Ohio.
- 1903-1908 Frequenta l'Università Yale, lavora come redattore di un Giornale Letterario, è impiegato su navi per bestiame per due estati, svolge altri lavori temporanei, si laurea nel 1908.
- 1908-1915 Viaggia attraverso gli Stati Uniti, lavora presso case editrici a New York.
- 1912 Pubblica Hike and the Aeroplane (primo libro, un racconto d'avventura per ragazzi).
- 1914 Sposa Grace Hegger. Pubblica Our Mr.Wrenn.
- 1917 Pubblica The Job e The Innocents. Nasce il figlio Wells.
- 1919 Pubblica Free Air.
- 1920 Pubblica La via principale (Main Street), primo grande successo commerciale.
- 1922 Pubblica Babbitt.
- 1925 Pubblica Il dottor Arrowsmith (Arrowsmith).
- 1926 Pubblica Mantrap. Riceve il Premio Pulitzer per Arrowsmith ma lo rifiuta. Muore il padre.
- 1927 Pubblica Elmer Gantry.
- 1928 Pubblica L'uomo che conobbe Coolidge (The Man Who Knew Coolidge). Divorzia da Grace Hegger, sposa la giornalista Dorothy Thompson.
- 1929 Pubblica Dodsworth.
- 1930 Nasce il figlio Michael. Riceve il Premio Nobel per la Letteratura il 5 novembre (primo statunitense ad esserne insignito).
- 1933 Pubblica Anna Vickers (Ann Vickers).
- 1934 Pubblica Work of Art. Assiste Sidney Howard nell'adattamento di Dodsworth per il palcoscenico.
- 1935 Pubblica Qui non può accadere (It Can't Happen Here) e Selected Stories.
- 1936-1942 Scrive molti pezzi per il teatro e recita in alcuni di essi.
- 1938 Pubblica The Prodigal Parents.
- 1940 Pubblica Bethel Merriday. Insegna per breve tempo a Madison presso l'Università del Wisconsin.
- 1942 Divorzia dalla moglie Dorothy Thompson.
- 1943 Pubblica Gideon Planish.
- 1944 Il figlio, Tenente Wells Lewis viene ucciso da un cecchino nella valle del Piedmont, Francia (vicino l'Alsazia-Lorena) durante la Seconda guerra mondiale.
- 1945 Pubblica Il giudice Timberlane (Cass Timberlane).
- 1947 Pubblica Sangue reale (Kingsblood Royal).
- 1949 Pubblica Il cercatore di Dio (The God Seeker).
- 1951 Muore a Roma di cardiopatia. Viene sepolto nel cimitero Greenwood, Minnesota. Pubblicazione postuma di World So Wide.

Harry Sinclair Lewis, nato a Sauk Centre in Minnesota da Edwin J. Lewis e da Emma Kermott, in giovane età cominciò a leggere libri e iniziò a tenere un diario. Sognatore, all'età di 13 anni scappò di casa cercando, senza successo, di diventare un tamburino nella Guerra ispano-americana. Nel 1908 si laureò all'Università Yale. Cominciò la sua carriera di scrittore producendo poesia romantica, seguita poi da racconti romanzati, aventi per protagonisti cavalieri e belle donzelle. Il primo libro di Lewis ad essere pubblicato fu Hike and the Aeroplane, nel 1912, firmato con lo pseudonimo Tom Graham. Prima del 1921 aveva pubblicato sei romanzi.
Lewis era conosciuto per dare forte caratterizzazione alle donne lavoratrici moderne e per l'interesse per la razza. Alcuni dei suoi libri più famosi sono La via principale (Main Street, 1920) e Babbitt (1922). Vinse il Premio Pulitzer nel 1926 — che rifiutò — per Arrowsmith, un romanzo avente per protagonista uno scienziato idealista. Elmer Gantry (1927) è il racconto di un evangelista opportunista, se non di un ciarlatano; questo libro fu censurato a Boston e in altre città statunitensi.
Anche La via principale, Babbitt, Sangue reale (Kingblood Royal), e Cass Timberlane furono presto o tardi messi al bando. Nel suo discorso alla cerimonia della consegna del Nobel, lamentò che "in America la maggior parte di noi — non solo i lettori, ma anche gli scrittori — ha ancora paura della letteratura che non è glorificazione di tutto ciò che è Statunitense, un'esaltazione dei nostri difetti così come delle nostre virtù", e che gli Stati Uniti sono "il più contraddittorio, deprimente, emozionante Paese al mondo oggigiorno".
Nel 1928 sposò la giornalista Dorothy Thompson, dalla quale, nel 1930, ebbe un figlio, Michael Lewis, che in seguito divenne attore. Inquieto, Lewis viaggiò molto e negli anni 1920 frequentò altri artisti nel quartiere di Montparnasse a Parigi, dove venne fotografato da Man Ray. La sua ultima grande opera fu Qui non è possibile (It Can't Happen Here), un romanzo distopico di fantapolitica che narra dell'elezione di un fascista come presidente degli Stati Uniti. L'alcol giocò un ruolo dominante nella sua vita; morì per gli effetti di un alcolismo avanzato a Roma nel 1951. La sua salma fu rimpatriata negli Stati Uniti e tumulata nel cimitero di Greenwood, nel Minnesota.

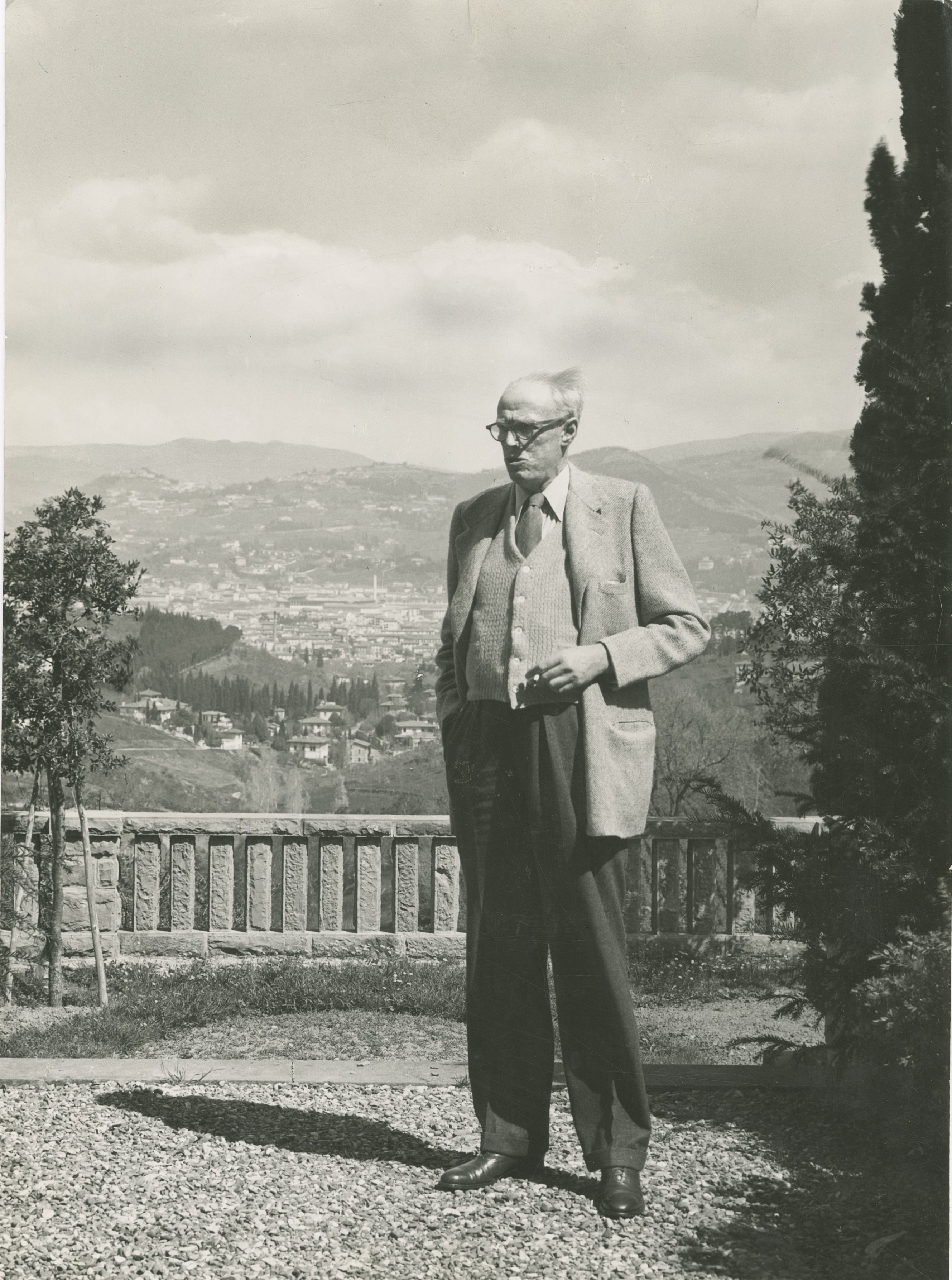
Sinclair Lewis a Firenze nel 1950, l'anno prima della morte

## Opere
- Il nostro signor Wrenn o Felicità borghese (Our Mr. Wrenn, 1914)
- La via del falco (The Trail of the Hawk, 1915)
- The innocents: A story for lovers (1917)
- Una donna emancipata o Le donne lavorano (The Job, 1917)
- The Willow Walk (1918)
- L'amore in automobile (Free Air, 1919)
- La via principale (Main Street, 1920)
- Babbitt (Babbitt, 1922)
- Il dottor Arrowsmith (Arrowsmith, 1925)
- Avventure al Canada (Mantrap, 1926)
- Il figlio di Giuda (Elmer Gantry, 1927)
- L'uomo che conobbe Coolidge (The Man Who Knew Coolidge, 1928)
- Dodsworth: il romanzo di un americano in Europa (Dodsworth, 1929)
- Anna Vickers: romanzo di una moderna donna americana (Ann Vickers, 1933)
- Opera d'arte (Work of Art, 1934)
- Qui non è possibile (It Can't Happen Here, 1935)
- Bethel arriva da Sladesbury (Bethel Merriday, 1940)
- Gideon Planish (1943)
- Il giudice Timberlane (Cass Timberlane, 1945)
- Sangue reale (Kingsblood Royal, 1947)
- Il cercatore di Dio (The God-Seeker, 1949)
- World So Wide (1951)

## Filmografia correlata
- Il figlio di Giuda (Elmer Gantry) (1960) di Richard Brooks